# Župna crkva sv. Jurja mučenika i Imena Marijina u Odri
Župna crkva sv. Jurja mučenika i Imena Marijina katolička je crkva koja je bila građena postupno od 1749. do 1780. godine. 
Crkva se nalazi u Gradu Zagrebu u naselju Odra i zaštićeno kulturno dobro Republike Hrvatske.

## Povijest
Crkva koja je postojala na današnjoj lokaciji prvi put se spominje u kanonskim vizitacijama s početka 17. stoljeća. Današnja župna crkva dovršena je 1980., a posljednja opsežna obnova izvedena je 1954. godine. Svečano posvećenje crkve bilo je 1966. godine.
Tijekom potresa koji je pogodio Zagreb i Sisačko-moslavačku županiju 29. prosinca 2020. godine došlo je do odvajanja i urušavanja dijela pročelja, uključujući zabatni dio crkve, koji je naknadno obnovljen.

## Umjetnine
Unutrašnjost crkve krasi povijesni kip Majke Božje iz 18. stoljeća. Pretpostavlja se da je kip izvorno bio smješten na oltaru bočne kapele Imena Marijina (današnja sakristija), koju su tijekom izgradnje crkve u 18. stoljeću financirali plemići Škrlec.  Plemići Škrlec su na tom mjestu imali obiteljsku kriptu za ukop.

## Galerija
- Pročelje
- Unutrašnjost crkve
- Unutrašnjost crkve
- Skulptura Isusa
- Unutrašnjost crkve
- Kip Majke Božje
- Skulptura bl. Alojzija Stepinca ispred crkve